# Villa Torsvi

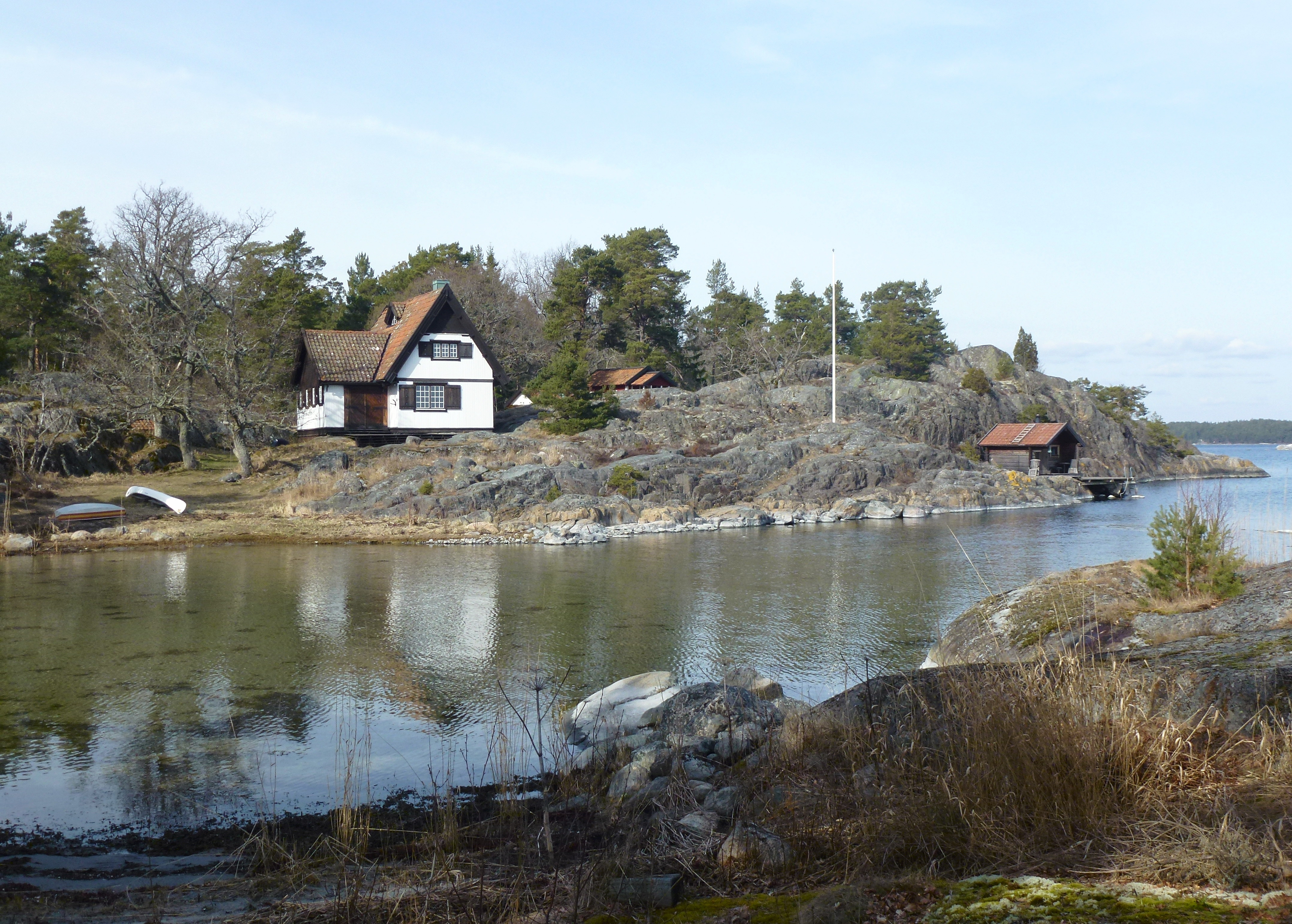
Villa Torsvi i april 2015.

Villa Torsvi är en kulturhistoriskt värdefull sommarvilla på östra Torö i Nynäshamns kommun. Byggnaden  uppfördes 1914–1916 efter ritningar av konstnären J.A.G. Acke och är sedan 1975 ett byggnadsminne. Till den byggnadsminnesförklarade bebyggelsen hör även två sjöbodar från 1800-talets början, som är de enda kvarvarande av sin typ längs den svenska Östersjökusten.

## Bakgrund

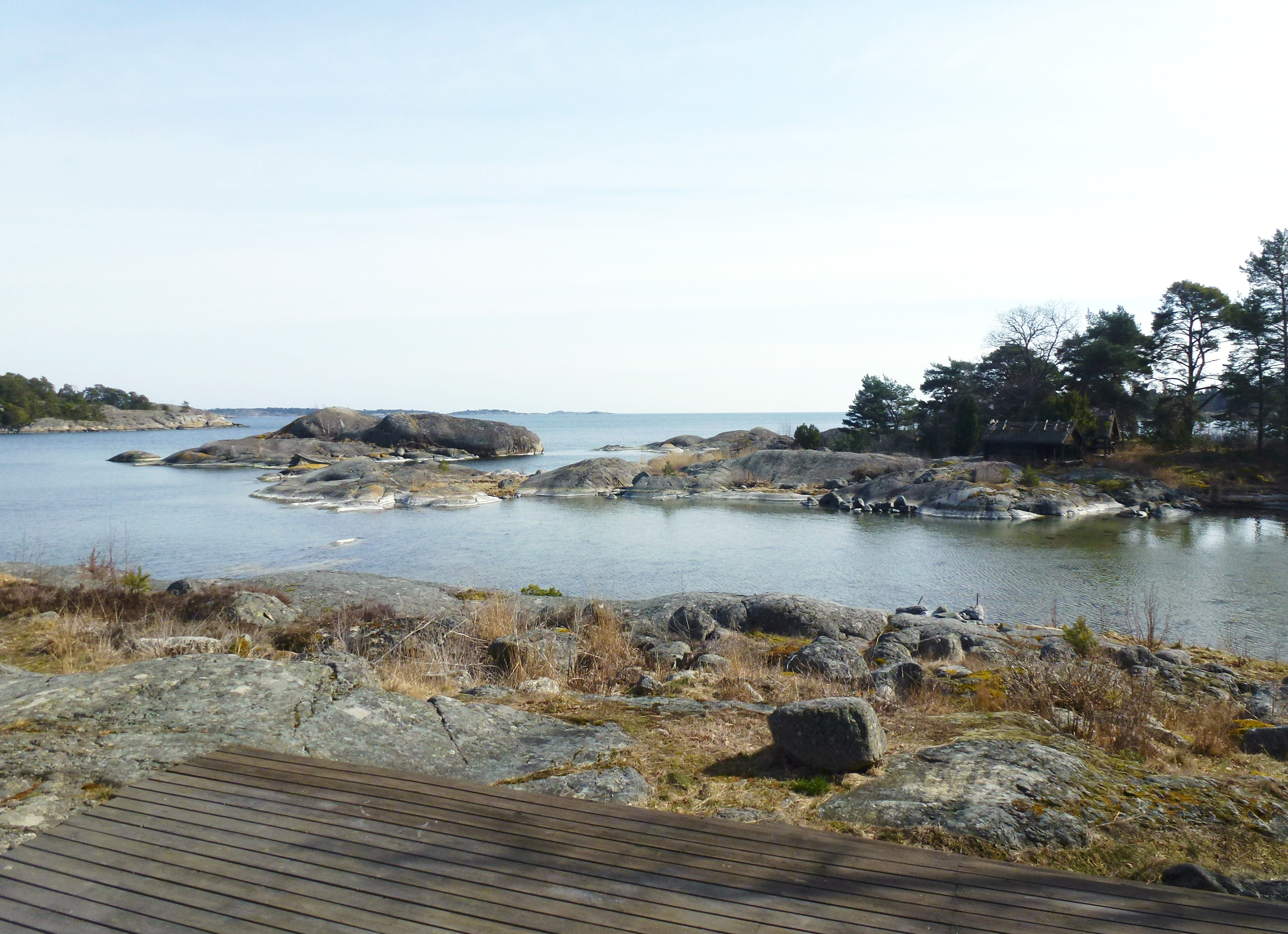
Vyn över Konabbsfjärden, 2015.

Planen att skaffa en sommarvilla i Nynäshamnstrakten föddes av paret Johan Axel och Eva Acke redan i slutet av 1800-talet. Man sökte en avskild plats för ro och rekreation, men det blev Villa Akleja i Vaxholm, som efter en om- och tillbyggnad var inflyttningsklar år 1901. Istället hyrdes under sommaren olika stugor eller genomfördes seglatser. Villa Akleja skulle dock förbli vinterbostad fram till J.A.G. Ackes död 1924. 
Det dröjde till 1913 tills köpet av Kiholmen, tidigare lägenhet under Herrhamra, genomfördes. Det rörde sig om en klippudde om 13 tunnland (motsvarande 65 000 m²) på östra Torö som paret fick förvärva för 3 000 kronor. Det avskilda, vackra läget och den milsvida vyn över Konabbsfjärden fällde utslaget. Eva Acke berättade i ett brev i september 1913 ”allt är så vackert ... gud gifve sin välsignelse till den lilla sommarhyddan ... jag gör allt för Ackes skull att han skall få måla och har modeller i fred och segla.”
På vårvintern 1914 hade Acke ritat huset klart, man ville bespara sig en arkitekt. Stilen blev förenklad nationalromantik och inspirationen hämtade han från svärfaderns Zacharias Topelius herrgård Björkudden i Finland. Ackes sommarvilla på Torö blev dock betydligt mindre. I ett brev av den 23 februari 1914 skriver Eva bland annat ”Torsvi skall den heta … den blir nätt och liten.

## Exteriörbilder, huvudbyggnaden

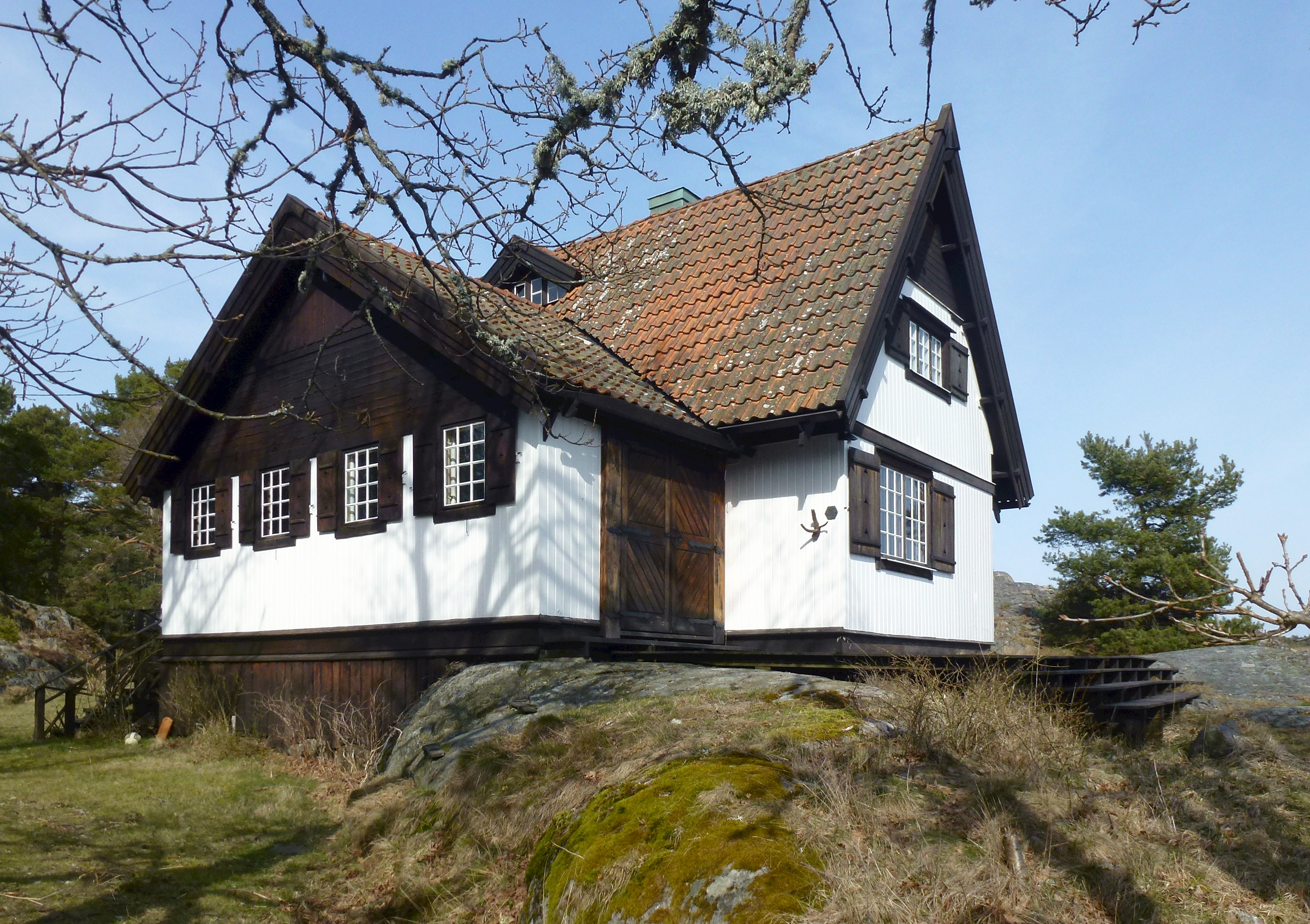
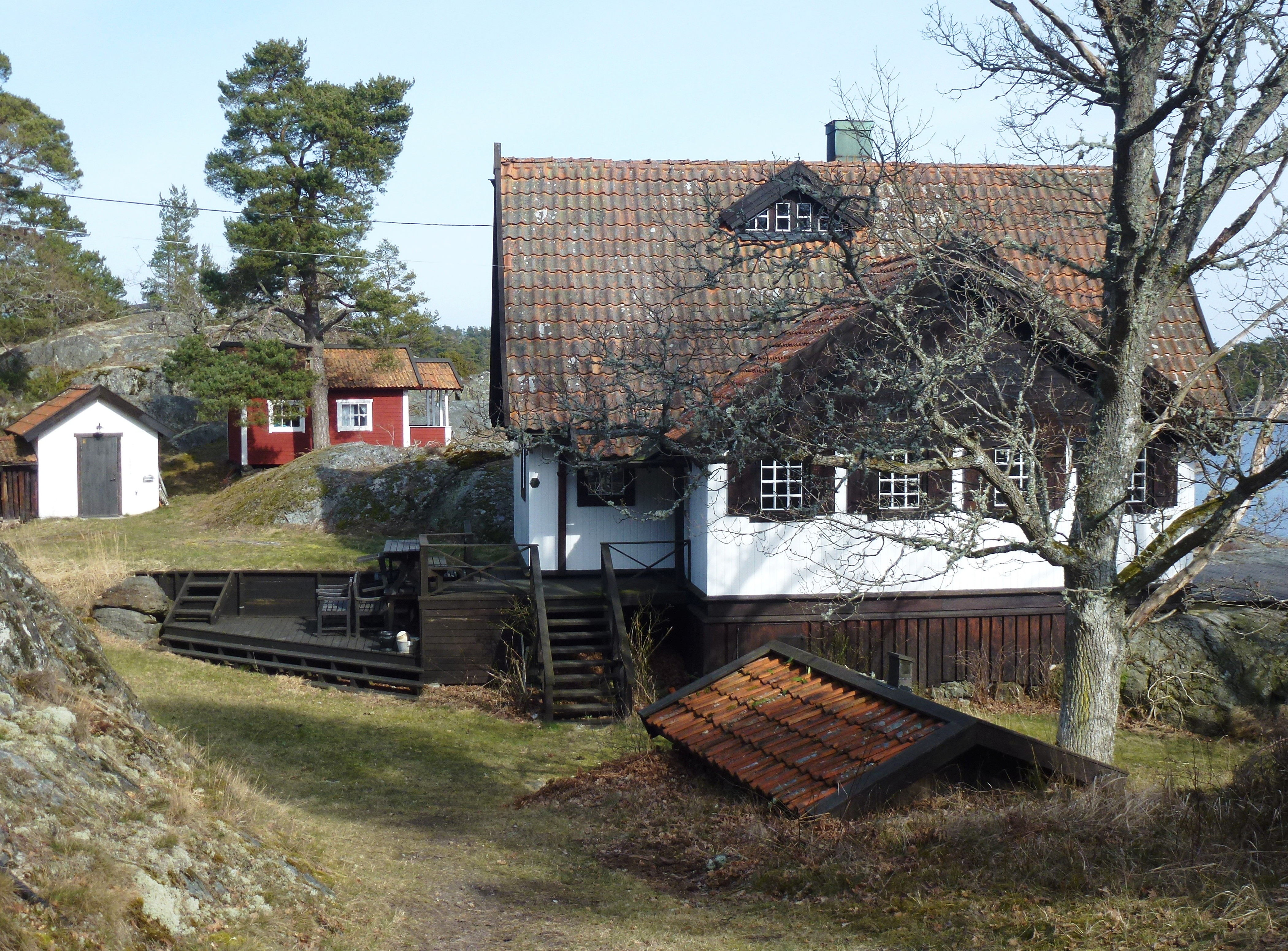
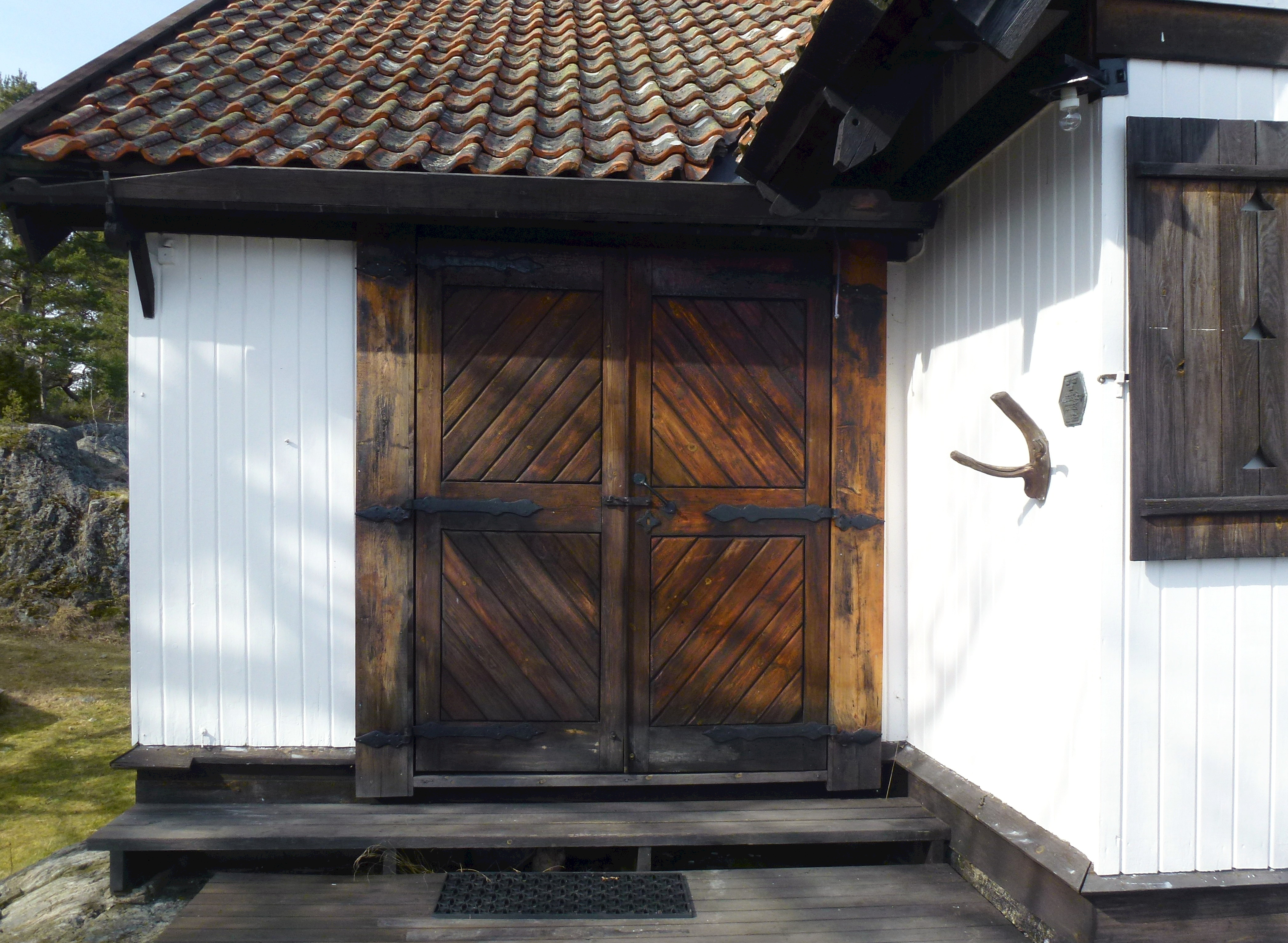
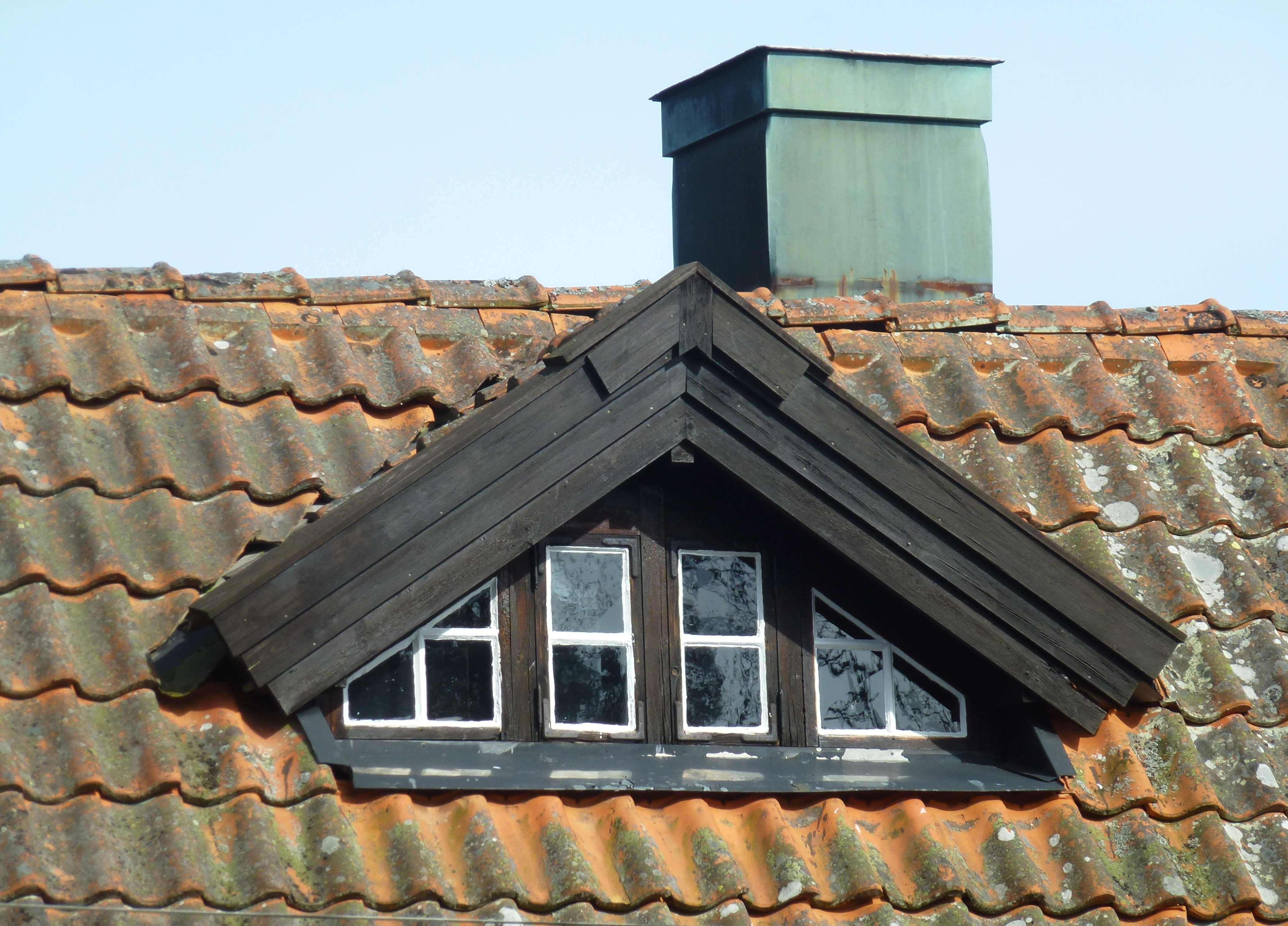

## Torsvi byggs
Acke fungerade både som byggherre, arkitekt och byggmästare. Boningshuset förtillverkades i Vaxholm och levererades i delar av två man på en pråm. Sedan monterades huset på vertikala stockar direkt på klippgrunden. Intill stugan anlades en jordkällare, ett putsat uthus i sten samt en mindre rödmålad gäststuga. Alltsammans kostade 6 500 kronor. In- och utvändiga måleriarbeten utfördes av husherren själv, vilket tog flera år och avslutades först 1920. På sommaren 1916 lades ett tegeltak. Första världskriget pågick och brist på byggnadsmaterial och indragna kommunikationer gjorde det svårt att ta sig ut till Torsvi. Ibland tog man den egna båten Maju Marina och seglade från vinterbostaden Villa Akleja i Vaxholm till Torsvi. Den resan kunde ta två dygn.

## Byggnadsbeskrivning

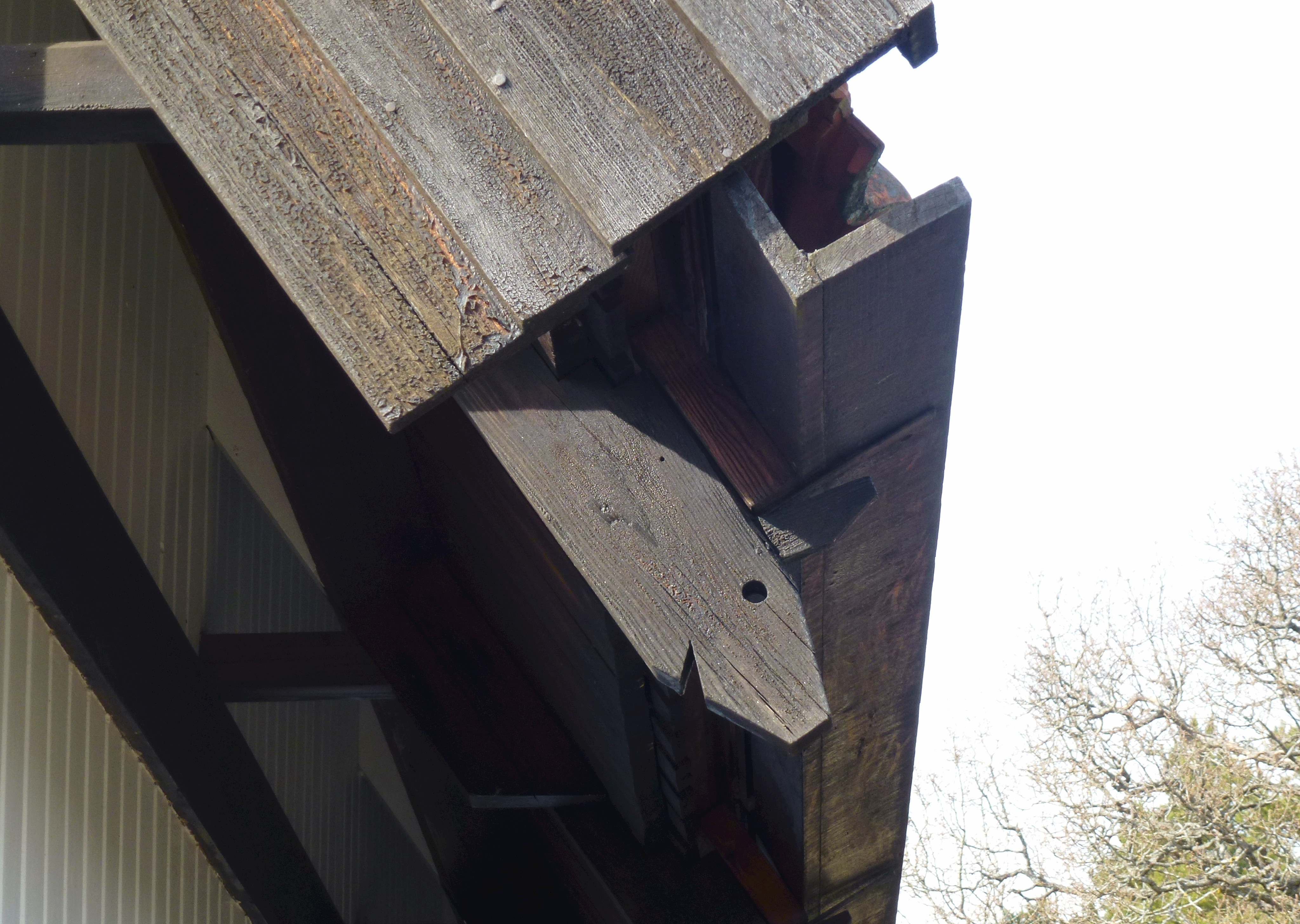
Taksparrarna avslut är utformade som djurhuvuden.

Fasaderna består av stående, vitmålad panel. Gavelspetsarna är klädda med liggande och stående panel som målades med tjära. Likaså är andra detaljer som vindskivor och fönsterluckor tjärade. Taket har brant takfall och taksparrarnas ändar är utformade som djurhuvuden. 
Interiört bestod Villa Torsvi ursprungligen av kök och fyra rum på bottenvåningen samt två mindre rum på vinden. Vid en senare ombyggnad förstorades köket på bekostnad av ett av rummen. Från det så kallade verandarummet leder en bred dubbeldörr ut till verandan varifrån den enastående havsutsikten kan avnjutas. I storstugan/vardagsrummet märks en öppen spis med putsdekorationer utförda av Acke, han signerade sitt verk på spiselhyllan. 
Till fastigheten hör även två historiska sjöbodar, som står på den intilliggande ön Larsviksklubben och som utgör en sista rest efter Kiholmens fiskeläge. En gång i tiden fanns här 16 bodar. Paret Acke lät rusta upp de båda fallfärdiga bodarna med bland annat nya halmtak. Den ena boden blev båthus för deras roddbåt Gröngölingen, den andra gäststuga. 
Ursprungligen planerade Acke även att uppföra en ateljé vid Torsvi, därav blev inget. Men han påbörjade här flera verk, bland dem Stor- och Lillknatsen (1914), Försvaret (1915-1919, Månsken över havet (1916), Fröja och kattungen (1917) och Självporträtt (1918).

## Exteriörbilder, sjöbodarna

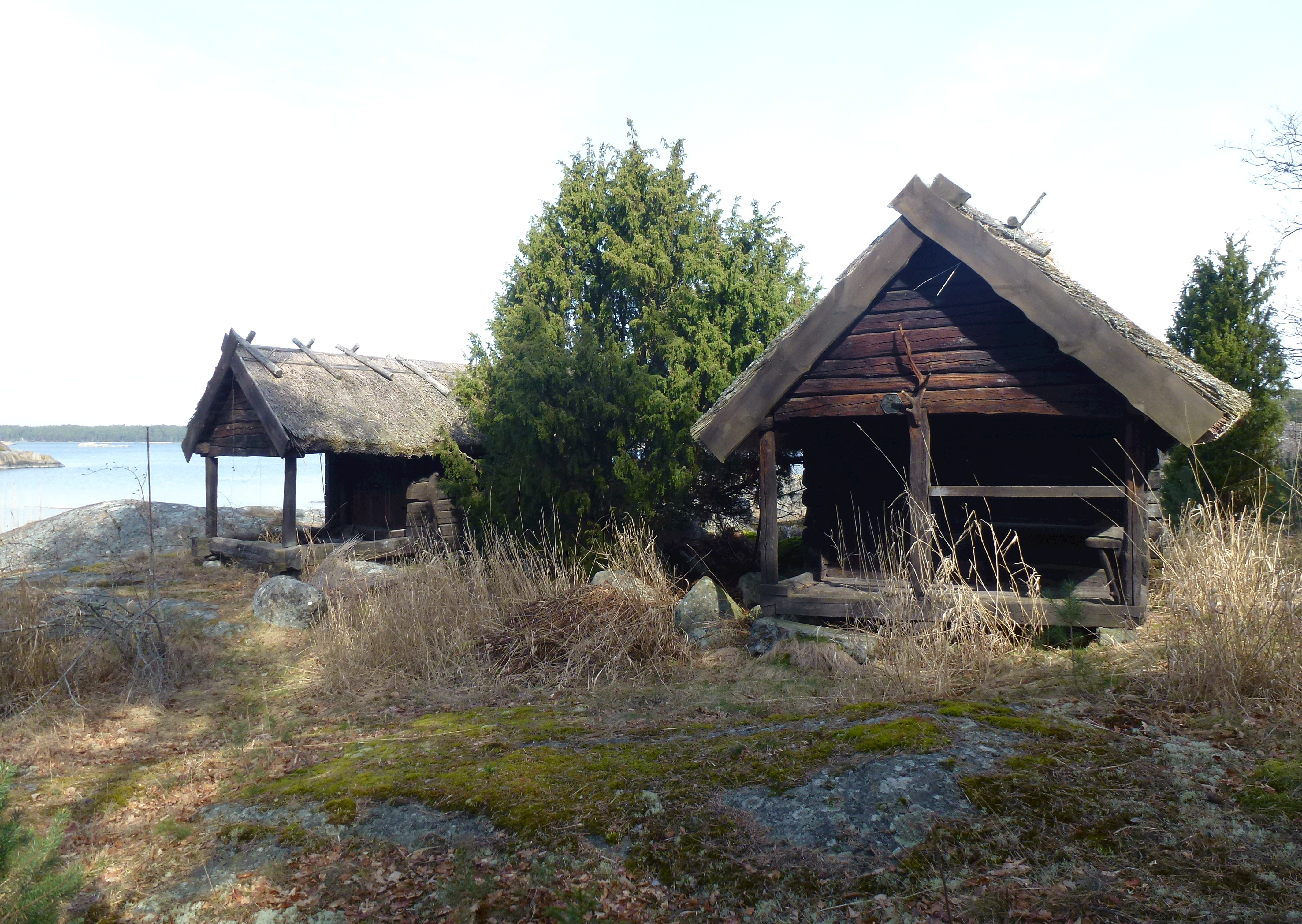
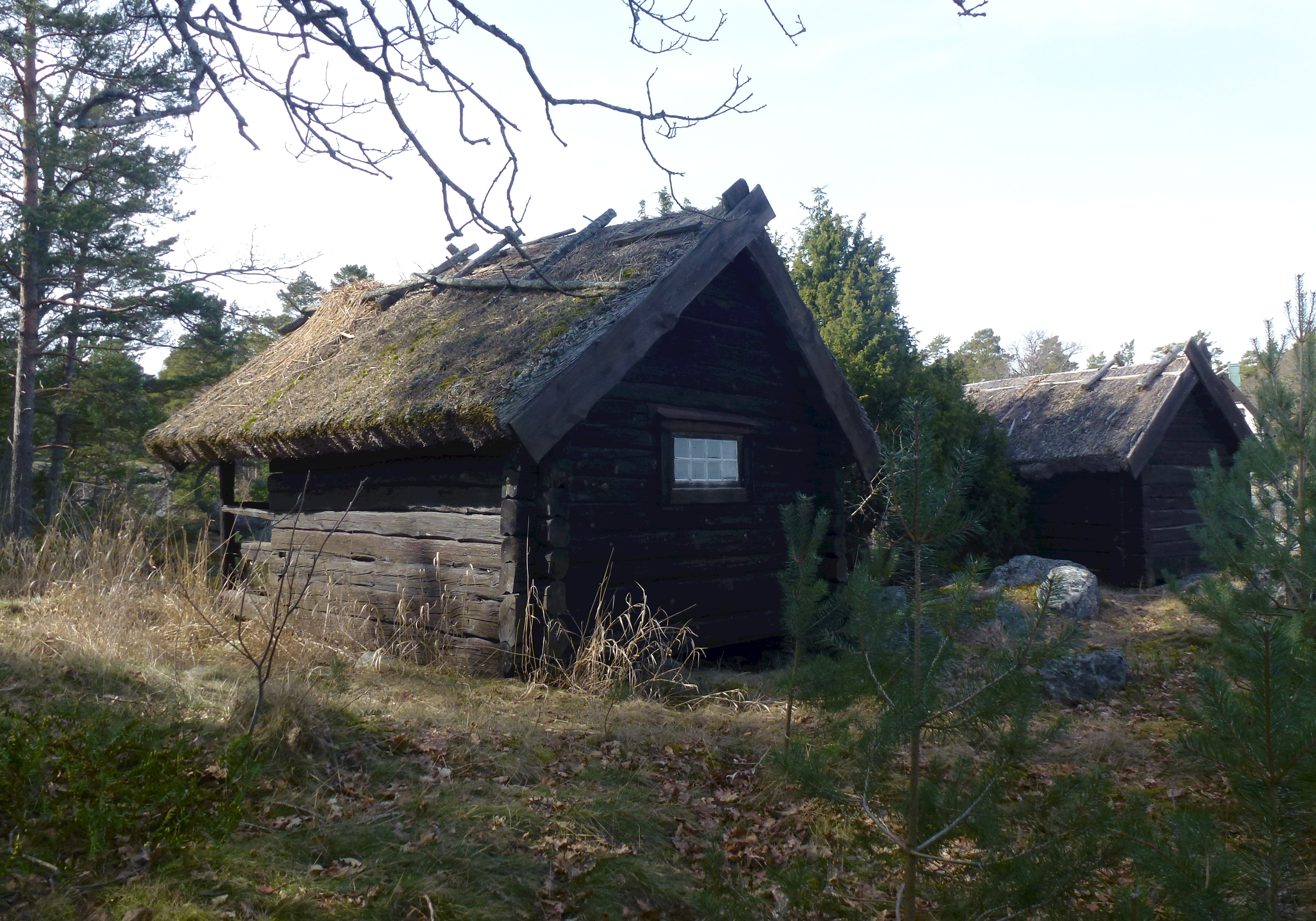
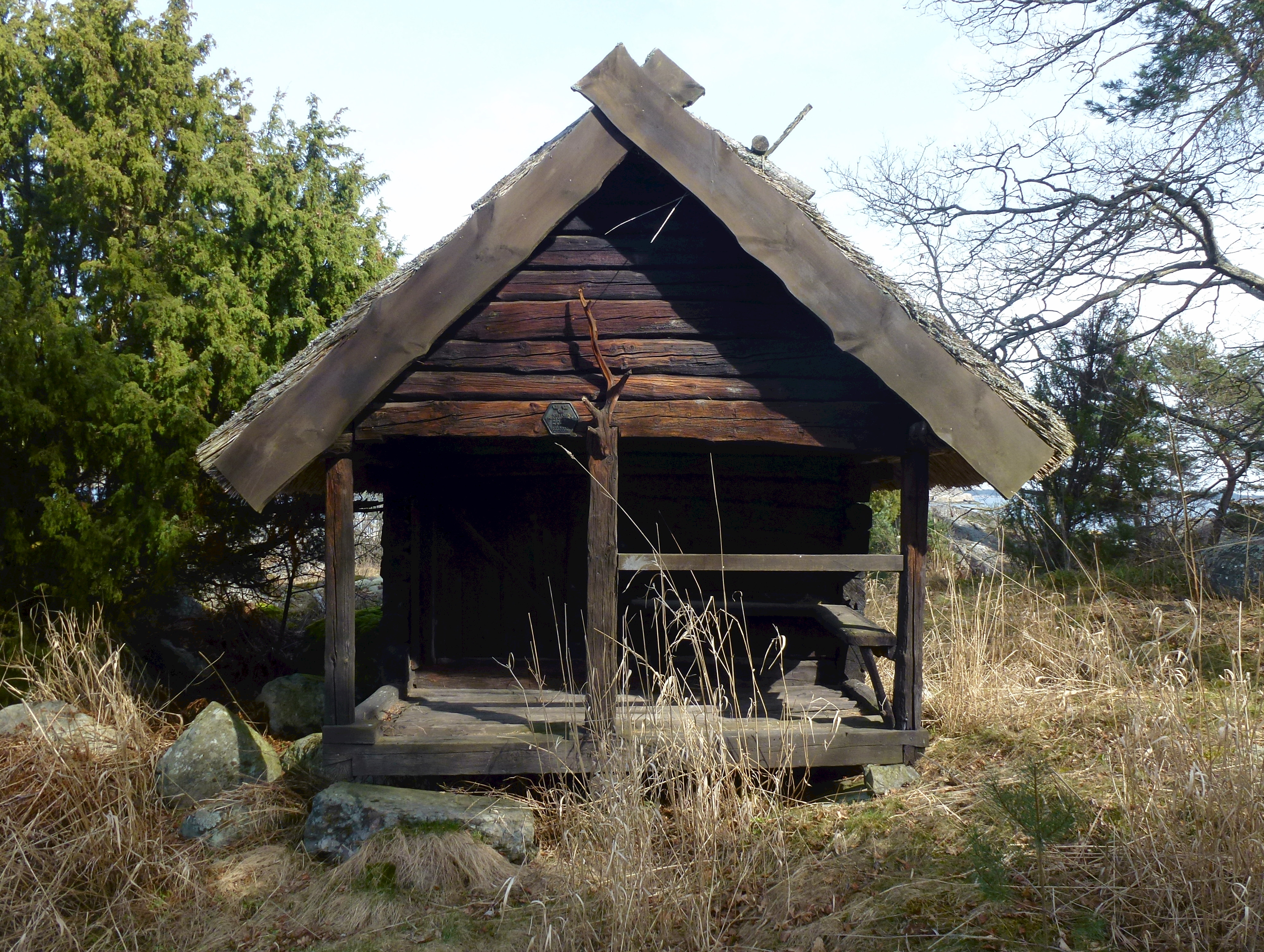
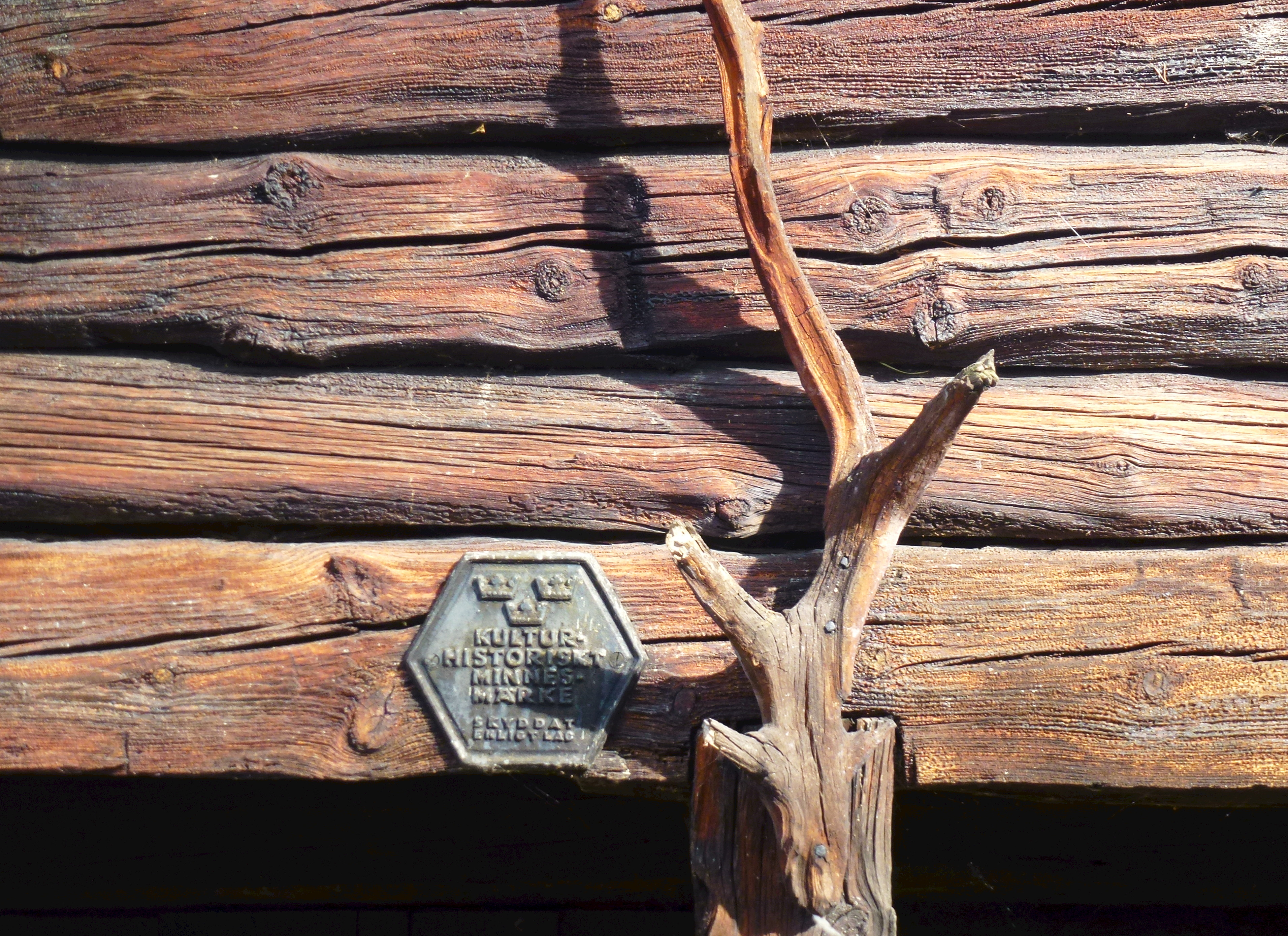

## Torsvi säljs

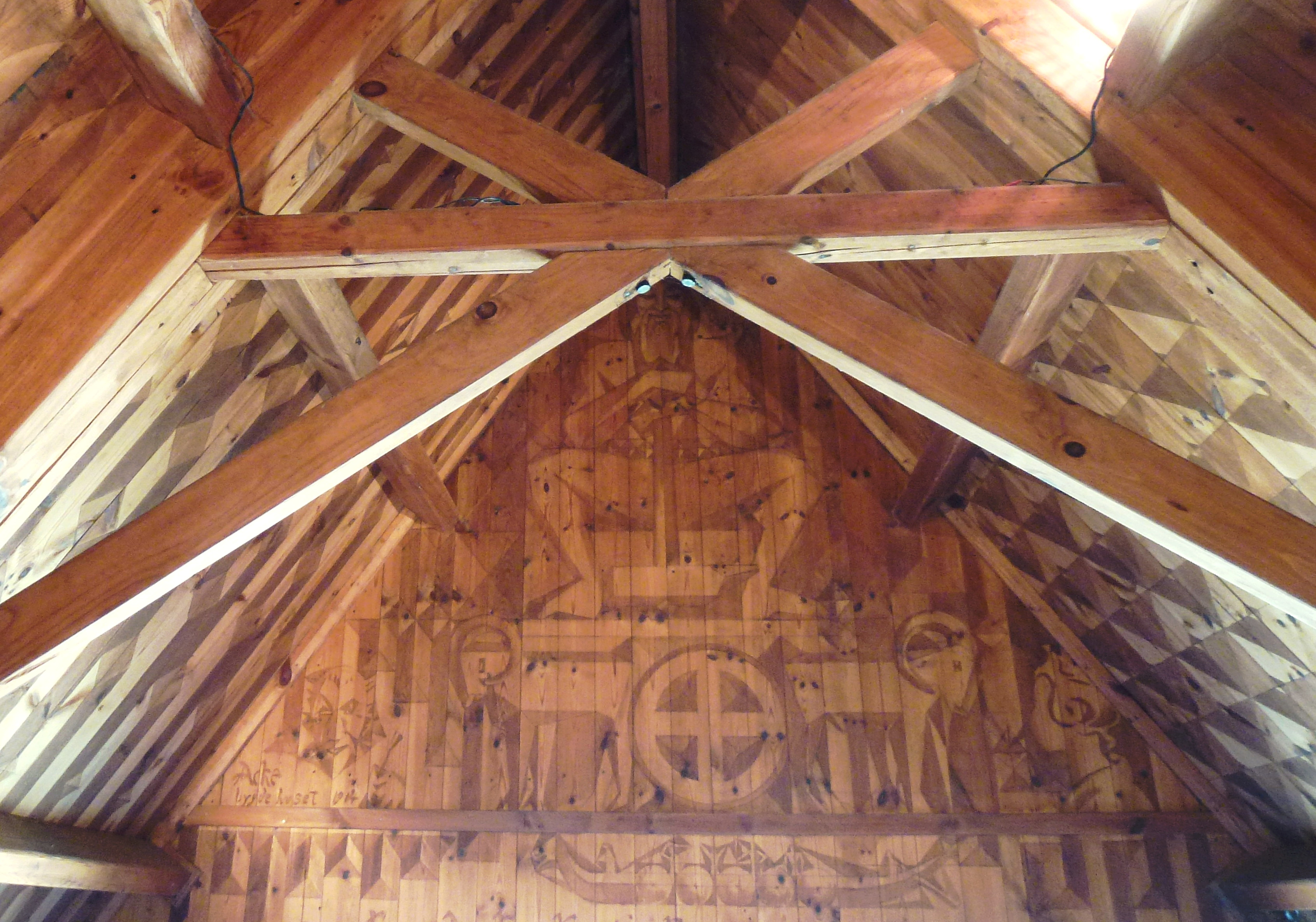
Väggdekorationer, sittande Tor.

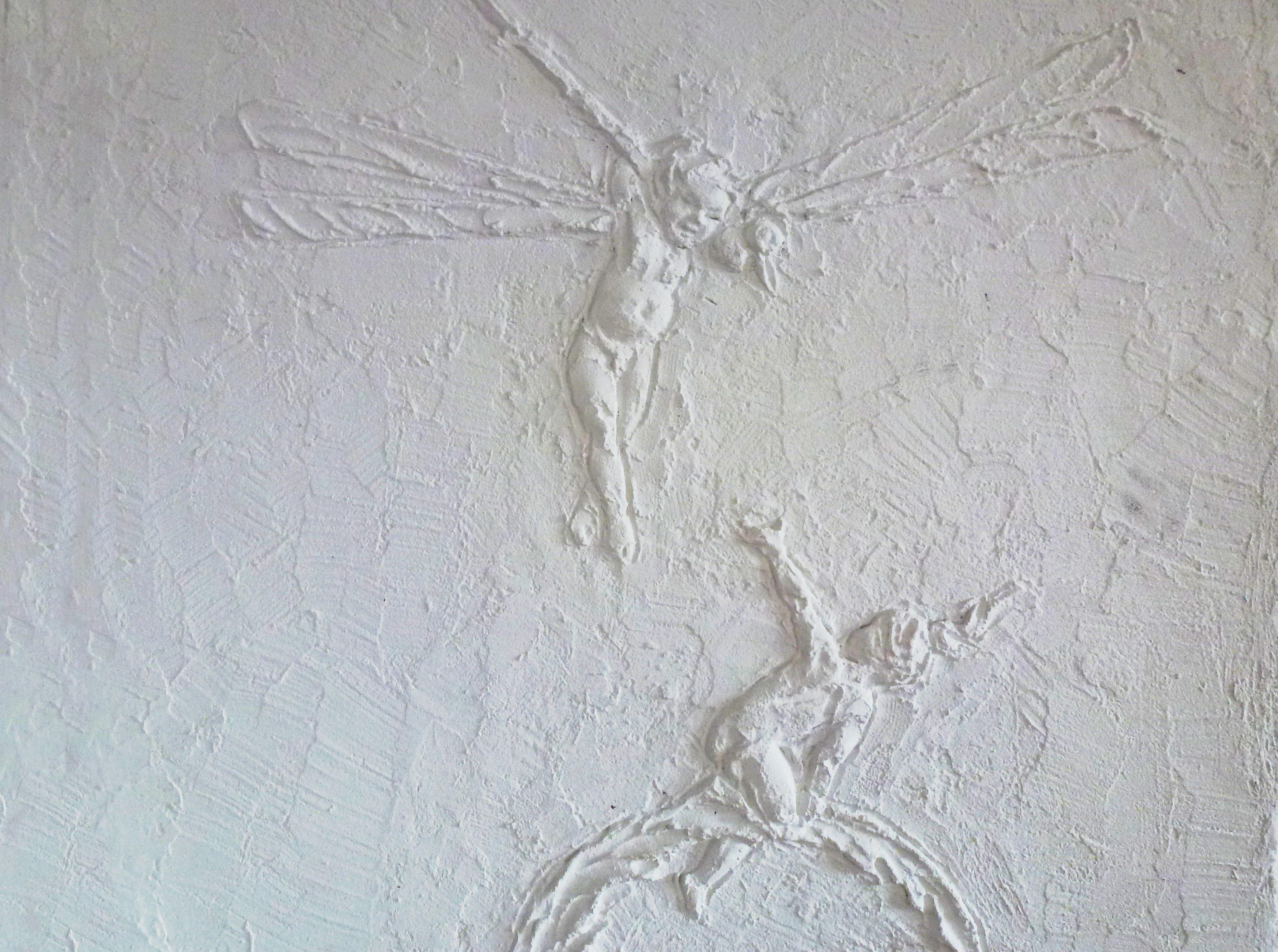
Öppna spisens putsdekorationer.

År 1920 sålde paret Acke sitt älskade Torsvi, varför är inte känt. Men 1920 fick Acke ett stort uppdrag av arkitekten Ragnar Östberg. Han skulle dekorera flera rum, bland annat utföra stuckarbeten i Prinsens galleri i Stockholms stadshus som var under uppförande. På hösten företog paret Acke en studieresa till Rom för stadshusuppdraget. Efter en del kostnadsdiskussioner och skissförslag kom projektet igång 1922. Det och Swedenborgs vision för Nationalmuseum sysselsatte honom på heltid fram till hans plötsliga död 1924.
På hösten 1920 köptes Torsvi av tandläkaren Carl Ragnar Lidman, som enligt Acke hade förmåga att pietetsfull kunna bevara både hus och natur. Kort innan försäljningen fullbordade Acke den inre dekoren. Verandarummets väggar målades som solvågor och gästrummet som en lövsal. Väggarna i adoptivsonen Faustos rum, kallad Torsrummet,  dekorerades direkt på brädfodringen med geometriska figurer i olja och umbra som ger intryck av att vara skuret i trä. 
På gavelväggen sitter en leende Tor stödd på sin hammare, därunder ett solhjul flankerat av två bockar och längst ner ett vikingaskepp. Längst ut till höger syns Eva i profil som prinsessa och längst ut till vänster Acke själv som Mefisto. Intill står ”Acke byggde huset 1914”. Då stod det redan klart att huset skulle säljas, varför hela kompositionen avslutas med en inskription: ”Efter Acke Eva kommer Carl Ragnar med sin Fru Signe Marianne. De har huset nu och glädjas med varann, 1920.”

## Tiden efter Acke
Efter försäljningen tappade Acke inte helt kontakten med Torsvi. Kort före sin död 1924 skapade han stuckarbetena på öppna spisen i vardagsrummet. Han menade ”att man inte får lämna någonting ofullbordat efter sig”. På spisens väggar hade han tänkt sig bland annat en furste i full rustning, men den nya ägarinnan önskade jugendmotiv och så blev det sirliga blommor samt putti som rider på trollsländor. 
På våren 1959 besöktes Torsvi av konstnären Einar Forseth, tidigare vän och samarbetspartner med Acke, som kunde konstatera att fortfarande "allting var så ackeskt som tänkas kan". Idag bevarar Torsvi både interiört som exteriört i stort sett sitt ursprungliga utseende. Den 16 maj 1975 förklarades Torsvis huvudbyggnad och de båda sjöbodarna till byggnadsminne.

## Interiörbilder

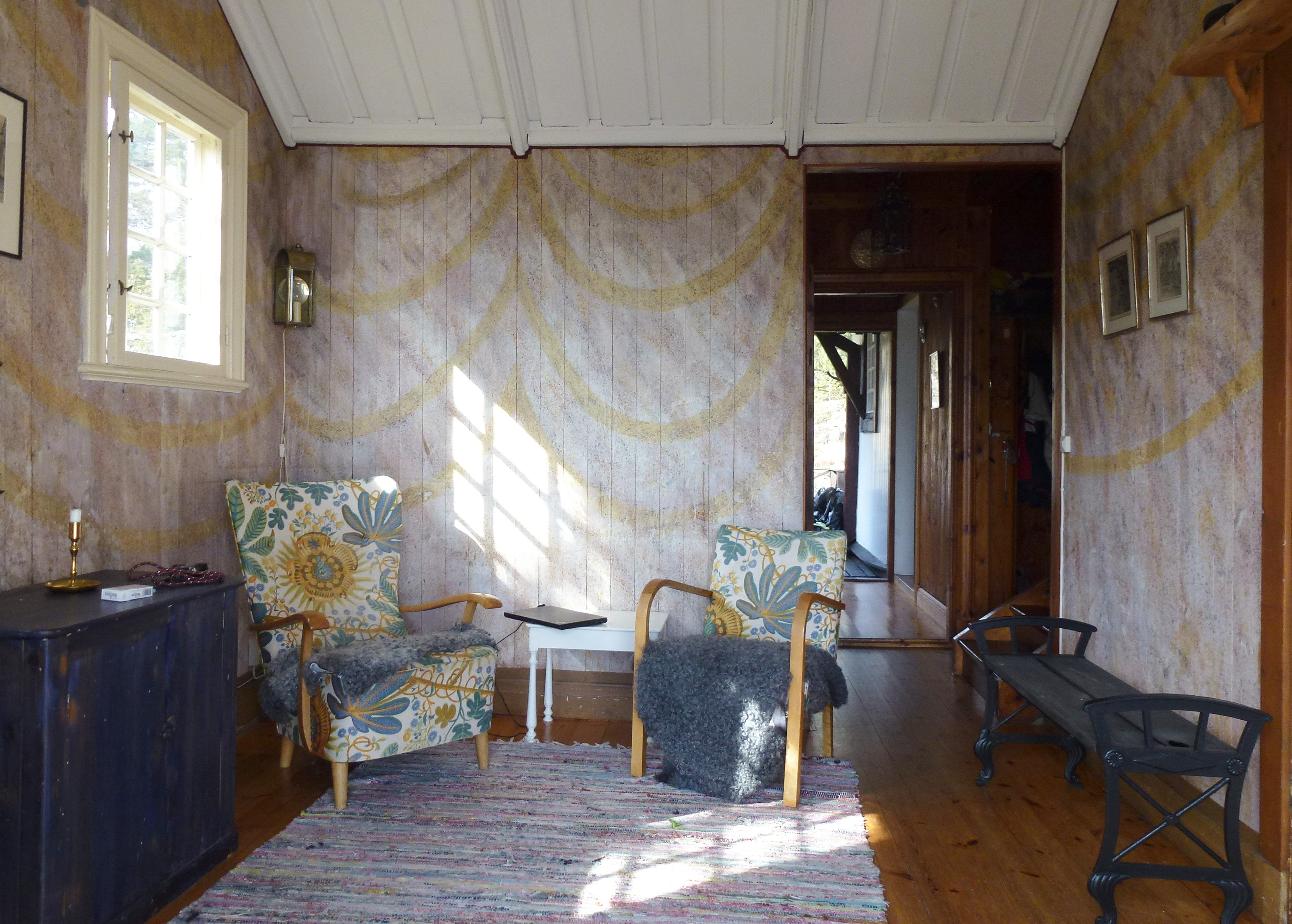
Verandarummet
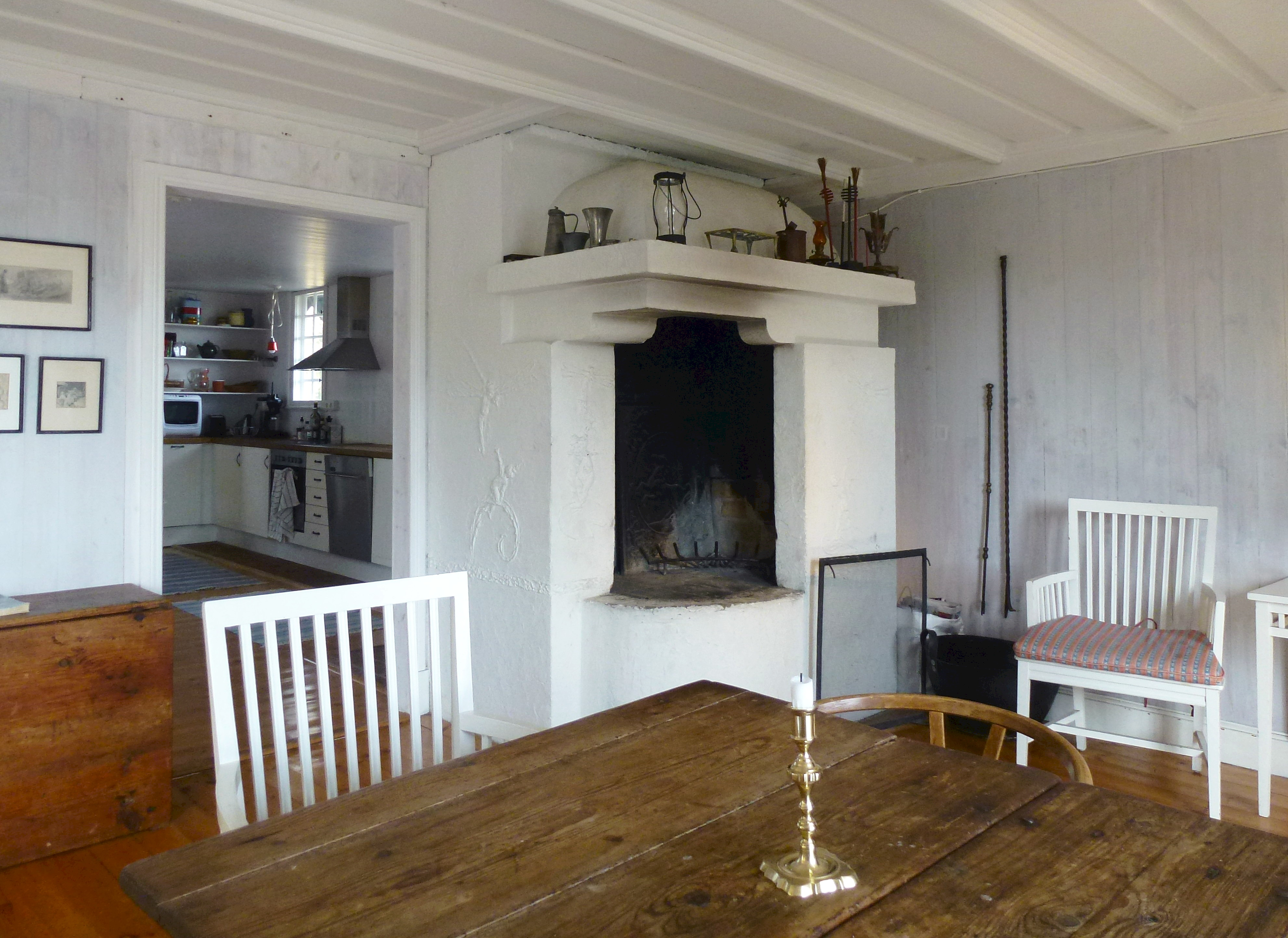
Vardagsrummet
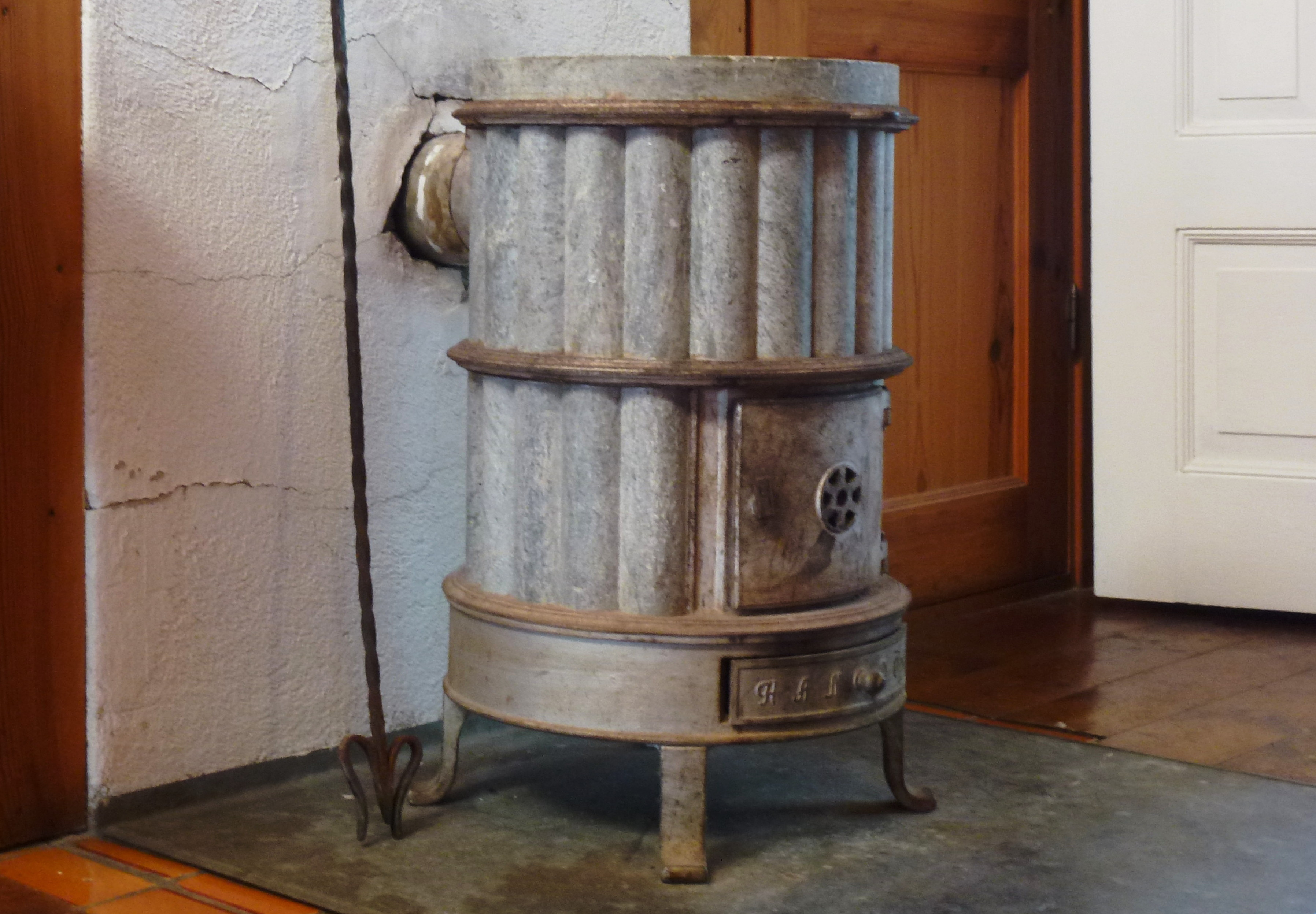
Handöl täljstensspis
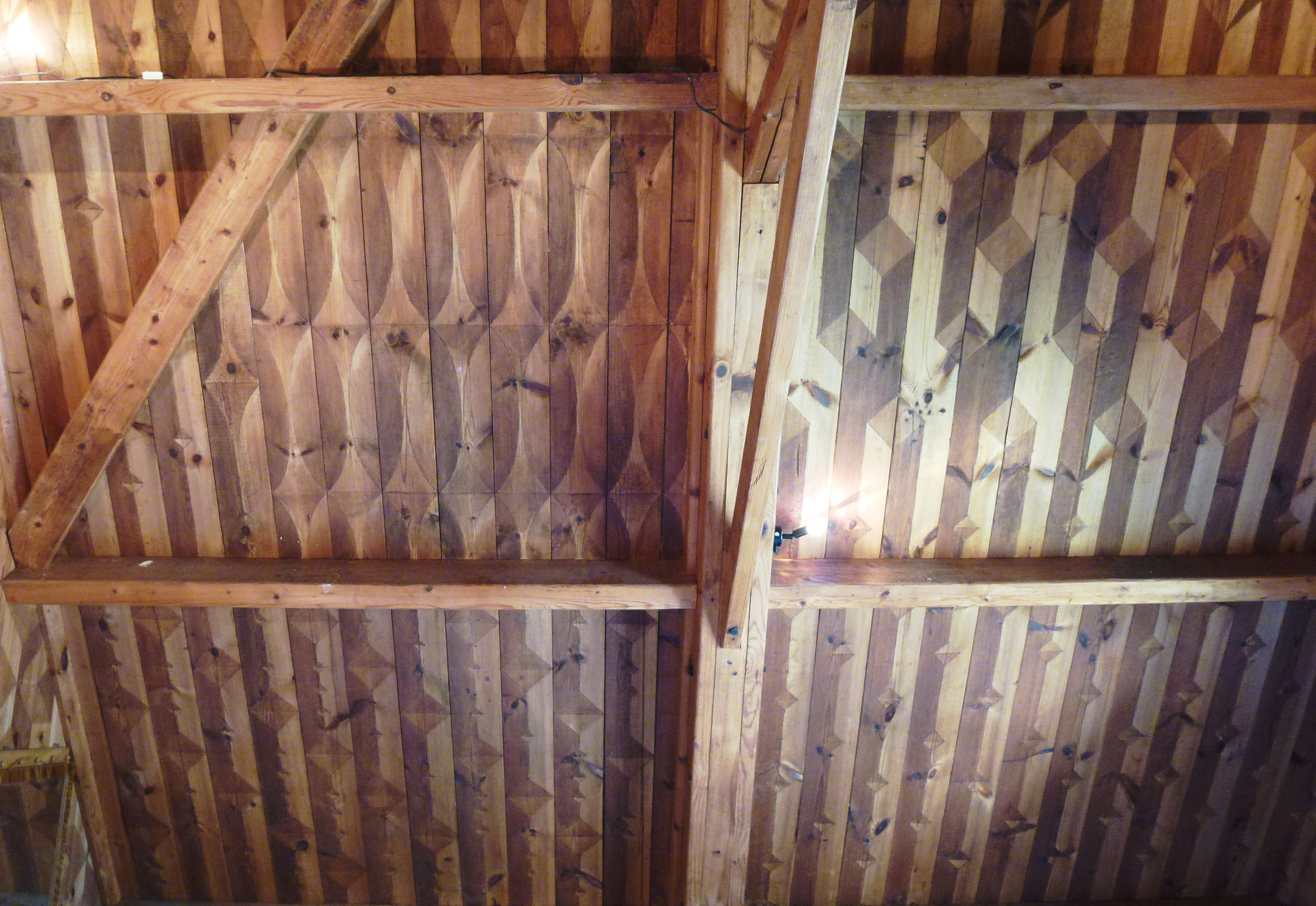
Geometriska mönster på taket

## Referenser

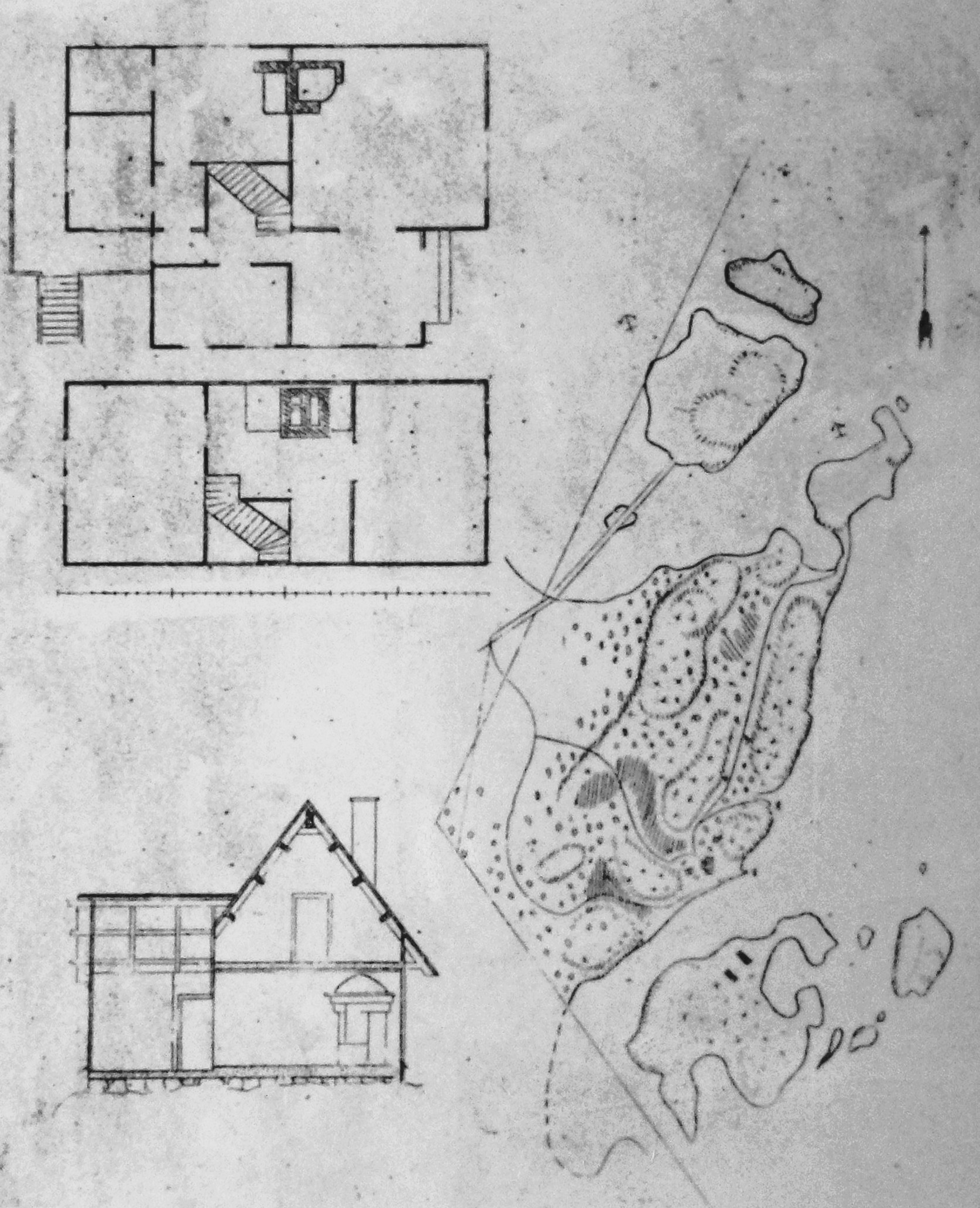
Villa Torsvi, ritningar.